# Liu Chia-yung
 (mars 2019).
Si vous disposez d'ouvrages ou d'articles de référence ou si vous connaissez des sites web de qualité traitant du thème abordé ici, merci de compléter l'article en donnant les références utiles à sa vérifiabilité et en les liant à la section « Notes et références ».
Liu Chia-yung (en chinois 劉家榮, en pinyin Liú Jiā-róng, en transcription du cantonais Lau Kar-wing) est un acteur-cascadeur, chorégraphe d’art martiaux et réalisateur hongkongais. 

## Biographie
Il est le frère cadet de Liu Chia-liang.Comme son frère, avec lequel il collabore parfois, il travaille pour le studio Shaw Brothers à partir de la fin des années 1960 et au cours des années 1970, d'abord comme cascadeur puis comme chorégraphe des combats. Ses chorégraphies pour La Main de fer en 1972 sont ainsi qualifié d'« excellentes ». 
En 1978 il fonde avec Sammo Hung et Karl Maka la Gar Bo Motion Picture Company qui produit trois films dont Dirty Tiger, Crazy Frog et Odd Couple.
Il reçoit en 1992 le prix de la meilleure chorégraphie pour Il était une fois en Chine aux Hong Kong Film Awards.

## Filmographie partielle
Liu a joué dans 175 films et chorégraphié les combats de 81 (souvent les mêmes). Il a réalisé 17 films.
- 1966 : Le Trio magnifique : figurant
- 1967 : The Thundering Sword : membre de l'agence de sécurité Yue
- 1968 : Le Retour de l'Hirondelle d'or : héros du clan du Dragon d'or
- 1968 : The Silver Fox : figurant
- 1969 : Dead End (film, 1969) : un sbire de Wen Qian
- 1969 : Le Bras de la vengeance : un des "8 Rois"
- 1970 : Les 13 Fils du dragon d'or : chorégraphe
- 1970 : Valley of the Fangs : chorégraphe
- 1971 : The Jade Faced Assassin : acteur
- 1972 : La Légende du lac : chorégraphe
- 1972 : Delightful Forest : chorégraphe et Ximen Qing
- 1972 : Le Justicier de Shanghai : chorégraphe
- 1972 : La Main de fer : chorégraphe
- 1973 : All Men Are Brothers : chorégraphe
- 1973 : Invincible Boxer : chorégraphe
- 1973 : The Mandarin : chorégraphe
- 1973 : The Young Tiger : chorégraphe
- 1973 : The Bloody Escape : chorégraphe
- 1973 : Adventure in Denmark : chorégraphe
- 1974 : Tout pour le kung fu : réalisateur et acteur
- 1974 : La Légende des sept vampires d'or : un frère Hsi (l’archer)
- 1975 : Pirates et Guerriers : acteur et chorégraphe
- 1975 : Un dénommé Mister Shatter : un garde du corps de M. Leber
- 1975 : The Taxi Driver : chorégraphe
- 1976 : Le Bras armé de Wang Yu contre la guillotine volante : chorégraphe
- 1978 : Warriors Two : acteur
- 1979 : Odd Couple : réalisateur et acteur
- 1979 : Le Maître intrépide : Ka Mo-To
- 1983 : Mad Mission 2 : chorégraphe[4]
- 1986 : Le Flic de Hong Kong 3
- 1987 : Mister Dynamite : chorégraphe
- 1988 : The Dragon Family : réalisateur et acteur
- 1989 : Return of the Lucky Stars
- 1991 : Il était une fois en Chine : chorégraphe
- 2002 : Kung Pow